# الاتصالات في بابوا غينيا الجديدة
الاتصالات في بابوا غينيا الجديدة

## الصحف
بابوا غينيا الجديدة لديها صحيفتان منتشره:
- وهي جريدة الوطنية ، وايضا
- جريدة بابوا غينيا الجديدة Post-Courier .

## المذياع
- حيث تقوم هيئة الإذاعة الوطنية على ادارتها من قبل اشراف الدولة وذلك لثلاث شبكات راديو بالاضافه إلى أجهزة لإعادة إرسال متعددة وحوالي 20 من المحطات الإقليمية (2009).[1]
  - صنفت المحطات الإذاعية والتجارية بالاضافه إلى وضع عدد من الابراج للإرسال وكذلك الكثير من المحطات الاجتماعية (2009).[1]
  - نشر البث باكثر من اذاعة واحده وايضا امكانية الوصول إلى البثوث الدولية وذلك بعام (2009).[1]
  - المذياع: وحققت 410.000 من المستمعين (1997).

## التلفزيون
- شبكتان تلفزيونيتان مجانيتان على الهواء، تقتصران على المراكز السكانية الكبيرة أو المناطق التي قررت فيها مواقع المناجم أو مجموعات المجتمع المحلي إعادة توزيع الإشارة:[1]
  - EM TV - إعلان تجاري، مملوك لتلفزيون فيجي، بدأ في عام 1987 ولكن تم شراؤه بواسطة Telikom PNG في عام 2014 و
  - كوندو 2 - مملوكة للدولة، بدأت في عام 2008.
- تتوفر خدمات الأقمار الصناعية والتلفزيون الكبلي من خلال Digicel Play PNG و Click TV PNG ، اللذين يمتلكان خدمات فضائية وأرضية في PNG. يتوفر تلفزيون الاشتراك MMDS من خلال Hitron Digital.

## الهاتف
- لبابوا غينيا الجديدة رمز دولة هو 675.
- خطوط الهاتف: وعدد مستخدمين الخطوط الثابتة هو 139000، وقد كانت تعتبر بالمرتب 140على مستوى العالم باستخدام هذا الخط (2012)؛ [1] والذين لايزالون يستخدمون الخط الرئيسي عددهم63000 في (2005).
- خطوط الهاتف النقال: 2.7 مليون خط، وهم في المرتبة 134على مسوى العالم (2012)؛ وكذلك 75000 سطر (2005).
- نظام الهاتف: الخدمات البسيطه؛ توفر المرافق الهاتف الراديوي والتلغراف والراديو الساحلي وراديو الطيران وخدمات الاتصالات الاذاعية الدولية. وايضا الوصول المحلي إلى الخدمات الهاتفية وحيث انه غير متوفر على النطاق البعيد ومن أن هناك تزايد في الكثافة الهاتفية للخطوط الثابتة والمحمولة وذلك الازدياد يقدر من 40 لكل 100 شخص بدايتا من عام 2009.
- المحطاة الارضية: إنتل سات (المحيط الهادئ).
- الكابلات البحرية: حيث تربط كابلات الاتصالات البحرية APNG-2 بابوا غينيا الجديدة مباشرة بأستراليا وبنيوزيلندا غير مباشروايضا بقية العالم. في حين كان هناك تكاتف بين Telikom PNG وTelstra (أستراليا) و Telecom New Zealand ، وهو استمر في العمل من أواخر عام 2006. وقد حل محل كبل APNG-1، وهو كبل نحاسي محوري يبلغ 16 ميجابت / ثانية، وقد تم إيقافه في عام 2006.

## الإنترنت
- رمز البلد (نطاق المستوى الأعلى): .pg . جامعة بابوا غينيا الجديدة للتكنولوجيا وهي المسجلة.[2]
- معدل مستخدمو الإنترنت: حيث وصل إلى 145256 مستخدما، 163على مستوى العالم؛ 2.3 ٪ من سكان هذه الدولة، وهو مايعادل المرتبة 198 على مستوى العالم (2012).[3][4]
- النطاق العريض الثابت: وكان في عدد من المشتركين وصل إلى 8077 اشتراكًا، وهو مايعادل المرتبة 153 على مستوى العالم؛ وايضا 0.1 ٪ من سكان الدولة، مايعادل 164 في العالم (2012).[5]
- النطاق العريض المتنقل: وعدد المشتركين به غير محدد (2012).[6]
- مضيفو الإنترنت: وصل 5006 مضيف، وهو في 145على مستوى العالم (2012).[7]
- IPv4 : 49920 وهذا هوالعنوان المخصص، حيث وصل إلى 7.9 عنوان لكل 1000 شخص.[8][9]
- مزودو خدمة الإنترنت: وكان هناك القليل من المزودين حيث وصل عددهم إلى أربعة مزودين في عام 2004، وذلك بعد ارتفاع العدد من اثنين في عام 1999.

### الاشراف
لم تفرض الحكومة قيود للوصول إلى الإنترنت أو تقارير ذات مصداقية تفيد بأن الحكومة تراقب أو تشرف البريد الإلكتروني أو الرسائل الإنترنت الا بوجود إشراف قضائي. في حين أن الأفراد والجماعات يشاطرون التعبير عن رأيهم باستخدام الإنترنت، كما يشمل ذلك البريد الإلكتروني.
للدستور كفالة تتضمن ابداء الرأي والاعلام، ويتم احترام هذه الحقوق من قبل الحكومة وخاصتا في ممارسة هذه العملية. في حين أن الصحف تنشر مجموعة متغيرة من وحرية الرأي التحريرية وتقارير عن الموضوعات التي تثير الجدل. ولا يوجد براهين أو خبر رسمي ينقض هذه الحقوق، وعلى الرغم بأنه تم الإبلاغ من رؤساء الصحافة لوجود رسائل تهديد ينبغى منها ايقاف بعض الاخبار. وكانت هناك بعض الحوادث التي تتحدث عن هذا الموضوع احدها على ضباط الشرطة الذين كانو يرهبون الصحافة لكي يكفو عن نشر الاخبار السيئه عن الشرطة. ومع أن الدستور يقضي بعدم التسلط التعسفي في الخصوصية أو الأسرة أو المنزل أو الدردشات، على الرغم من وجود حالات من الاضرار.

## روابط خارجية
- Telikom PNG.